# Cupaniopsis inoplea
Cupaniopsis inoplea är en kinesträdsväxtart som beskrevs av Ludwig Radlkofer. Cupaniopsis inoplea ingår i släktet Cupaniopsis och familjen kinesträdsväxter. Inga underarter finns listade i Catalogue of Life.